# Ski alpin aux Jeux olympiques de 2014 - Super combiné hommes
Navigation
Vancouver 2010 Pyeongchang 2018
Le super combiné masculin des Jeux olympiques d'hiver de 2014 a lieu le 14 février 2014 à 11 h 00 puis 15 h 30 à Rosa Khutor et à Krasnaïa Poliana. Cette épreuve regroupe une descente et un slalom.
Le Suisse Sandro Viletta remporte l'épreuve devant le Croate Ivica Kostelić et l'Italien Christof Innerhofer.

## Médaillés
| Or                   | Argent               | Bronze                    |
| Sandro Viletta (SUI) | Ivica Kostelić (CRO) | Christof Innerhofer (ITA) |

## Résultats
DNS — N'a pas commencé
DNF — N'a pas terminé

### Descente
| Rang | Dossard | Athlète                 | Nationalité        | Résultat      | Différence |
| ---- | ------- | ----------------------- | ------------------ | ------------- | ---------- |
| 1    | 9       | Kjetil Jansrud          | Norvège            | 1 min 53 s 24 | –          |
| 2    | 4       | Ondřej Bank             | République tchèque | 1 min 53 s 38 | +0 s 14    |
| 3    | 14      | Matthias Mayer          | Autriche           | 1 min 53 s 61 | +0 s 37    |
| 4    | 1       | Aleksander Aamodt Kilde | Norvège            | 1 min 53 s 85 | +0 s 61    |
| 5    | 5       | Max Franz               | Autriche           | 1 min 53 s 93 | +0 s 69    |

### Slalom
| Rang | Dossard | Athlète             | Nationalité        | Résultat | Différence |
| ---- | ------- | ------------------- | ------------------ | -------- | ---------- |
| 1    | 2       | Adam Žampa          | Slovaquie          | 50 s 11  | –          |
| 2    | 20      | Sandro Viletta      | Suisse             | 50 s 32  | +0 s 21    |
| 3    | 10      | Ivica Kostelić      | Croatie            | 51 s 37  | +1 s 26    |
| 4    | 21      | Christof Innerhofer | Italie             | 51 s 37  | +1 s 26    |
| 5    | 6       | Martin Vráblík      | République tchèque | 51 s 56  | +1 s 45    |

### Classement final
| Rang                                | Dossard | Athlète                        | Nationalité        | Descente (Temps) | Descente (Classement) | Slalom (Temps) | Slalom (Classement) | Résultat      | Différence |
| ----------------------------------- | ------- | ------------------------------ | ------------------ | ---------------- | --------------------- | -------------- | ------------------- | ------------- | ---------- |
| Médaille d'or, Jeux olympiques      | 20      | Sandro Viletta                 | Suisse             | 1 min 54 s 88    | 14                    | 50 s 32        | 2                   | 2 min 45 s 20 | –          |
| Médaille d'argent, Jeux olympiques  | 21      | Ivica Kostelić                 | Croatie            | 1 min 54 s 17    | 7                     | 51 s 37        | 3                   | 2 min 45 s 54 | +0 s 34    |
| Médaille de bronze, Jeux olympiques | 10      | Christof Innerhofer            | Italie             | 1 min 54 s 30    | 8                     | 51 s 37        | 4                   | 2 min 45 s 67 | +0 s 47    |
| 4                                   | 9       | Kjetil Jansrud                 | Norvège            | 1 min 53 s 24    | 1                     | 53 s 02        | 13                  | 2 min 46 s 26 | +1 s 06    |
| 5                                   | 2       | Adam Žampa                     | Slovaquie          | 1 min 56 s 23    | 27                    | 50 s 11        | 1                   | 2 min 46 s 34 | +1 s 14    |
| 6                                   | 24      | Bode Miller                    | États-Unis         | 1 min 54 s 67    | 12                    | 51 s 93        | 7                   | 2 min 46 s 60 | +1 s 40    |
| 7                                   | 4       | Ondřej Bank                    | République tchèque | 1 min 53 s 38    | 2                     | 53 s 46        | 16                  | 2 min 46 s 84 | +1 s 64    |
| 8                                   | 16      | Carlo Janka                    | Suisse             | 1 min 54 s 42    | 9                     | 52 s 46        | 11                  | 2 min 46 s 88 | +1 s 68    |
| 9                                   | 12      | Aksel Lund Svindal             | Norvège            | 1 min 53 s 94    | 6                     | 52 s 94        | 12                  | 2 min 46 s 88 | +1 s 68    |
| 10                                  | 18      | Natko Zrnčić-Dim               | Croatie            | 1 min 55 s 26    | 19                    | 51 s 80        | 6                   | 2 min 47 s 06 | +1 s 86    |
| 11                                  | 28      | Jared Goldberg                 | États-Unis         | 1 min 54 s 90    | 15                    | 52 s 39        | 10                  | 2 min 47 s 29 | +2 s 09    |
| 12                                  | 22      | Ted Ligety                     | États-Unis         | 1 min 55 s 17    | 18                    | 52 s 22        | 8                   | 2 min 47 s 39 | +2 s 19    |
| 13                                  | 14      | Matthias Mayer                 | Autriche           | 1 min 53 s 61    | 3                     | 53 s 85        | 20                  | 2 min 47 s 46 | +2 s 26    |
| 14                                  | 13      | Romed Baumann                  | Autriche           | 1 min 55 s 36    | 21                    | 52 s 23        | 9                   | 2 min 47 s 59 | +2 s 39    |
| 15                                  | 8       | Beat Feuz                      | Suisse             | 1 min 54 s 46    | 10                    | 53 s 29        | 15                  | 2 min 47 s 75 | +2 s 55    |
| 16                                  | 6       | Martin Vráblík                 | République tchèque | 1 min 56 s 36    | 29                    | 51 s 56        | 5                   | 2 min 47 s 92 | +2 s 72    |
| 17                                  | 26      | Adrien Théaux                  | France             | 1 min 55 s 00    | 17                    | 53 s 66        | 17                  | 2 min 48 s 66 | +3 s 46    |
| 18                                  | 25      | Dominik Paris                  | Italie             | 1 min 54 s 46    | 10                    | 54 s 99        | 23                  | 2 min 49 s 45 | +4 s 25    |
| 19                                  | 30      | Kryštof Krýzl                  | République tchèque | 1 min 56 s 68    | 32                    | 53 s 21        | 14                  | 2 min 49 s 89 | +4 s 69    |
| 20                                  | 27      | Morgan Pridy                   | Canada             | 1 min 56 s 21    | 25                    | 53 s 82        | 19                  | 2 min 50 s 03 | +4 s 83    |
| 21                                  | 40      | Otmar Striedinger              | Autriche           | 1 min 55 s 48    | 22                    | 54 s 98        | 22                  | 2 min 50 s 46 | +5 s 26    |
| 22                                  | 37      | Paul de la Cuesta              | Canada             | 1 min 56 s 22    | 26                    | 55 s 84        | 24                  | 2 min 52 s 06 | +6 s 86    |
| 23                                  | 39      | Nikola Chongarov               | Bulgarie           | 1 min 58 s 68    | 41                    | 53 s 73        | 18                  | 2 min 52 s 41 | +7 s 21    |
| 24                                  | 32      | Pavel Trikhichev               | Russie             | 1 min 56 s 65    | 31                    | 56 s 64        | 29                  | 2 min 53 s 29 | +8 s 09    |
| 25                                  | 34      | Ferran Terra                   | Espagne            | 1 min 57 s 23    | 34                    | 56 s 31        | 27                  | 2 min 53 s 54 | +8 s 34    |
| 26                                  | 42      | Igor Zakurdayev                | Kazakhstan         | 1 min 57 s 62    | 37                    | 57 s 02        | 30                  | 2 min 54 s 64 | +9 s 44    |
| 27                                  | 44      | Igor Laikert                   | Bosnie-Herzégovine | 1 min 59 s 76    | 44                    | 55 s 94        | 25                  | 2 min 55 s 70 | +10 s 50   |
| 28                                  | 33      | Olivier Jenot                  | Monaco             | 1 min 59 s 81    | 45                    | 56 s 01        | 26                  | 2 min 55 s 82 | +10 s 62   |
| 29                                  | 31      | Cristian Javier Simari Birkner | Argentine          | 1 min 59 s 63    | 43                    | 56 s 46        | 28                  | 2 min 56 s 09 | +10 s 89   |
| 30                                  | 3       | Alexander Khoroshilov          | Russie             | 1 min 56 s 03    | 24                    | 1 min 02 s 43  | 34                  | 2 min 58 s 46 | +13 s 26   |
| 31                                  | 46      | Marc Oliveras                  | Andorre            | 1 min 57 s 08    | 33                    | 1 min 01 s 46  | 33                  | 2 min 58 s 54 | +13 s 34   |
| 32                                  | 47      | Henrik von Appen               | Chili              | 1 min 58 s 49    | 40                    | 1 min 00 s 42  | 31                  | 2 min 58 s 91 | +13 s 71   |
| 33                                  | 36      | Martin Khuber                  | Kazakhstan         | 1 min 59 s 42    | 42                    | 1 min 00 s 44  | 32                  | 2 min 59 s 86 | +14 s 66   |
| 35                                  | 49      | Christoffer Faarup             | Danemark           | 1 min 57 s 96    | 39                    | 1 min 10 s 36  | 35                  | 3 min 08 s 32 | +23 s 12   |
| –                                   | 1       | Aleksander Aamodt Kilde        | Norvège            | 1 min 53 s 85    | 4                     | DNF            | NC                  | NC            | NC         |
| –                                   | 5       | Max Franz                      | Autriche           | 1 min 53 s 93    | 5                     | DNF            | NC                  | NC            | NC         |
| –                                   | 7       | Maciej Bydlinski               | Pologne            | 1 min 57 s 36    | 35                    | DNF            | NC                  | NC            | NC         |
| –                                   | 11      | Mauro Caviezel                 | Suisse             | 1 min 54 s 75    | 13                    | DNF            | NC                  | NC            | NC         |
| –                                   | 15      | Peter Fill                     | Italie             | 1 min 54 s 98    | 16                    | DNF            | NC                  | NC            | NC         |
| –                                   | 17      | Alexis Pinturault              | France             | 1 min 55 s 68    | 23                    | DNF            | NC                  | NC            | NC         |
| –                                   | 19      | Thomas Mermillod-Blondin       | France             | 1 min 56 s 23    | 27                    | DNF            | NC                  | NC            | NC         |
| –                                   | 23      | Andrew Weibrecht               | États-Unis         | 1 min 55 s 33    | 20                    | DNF            | NC                  | NC            | NC         |
| –                                   | 38      | Jorge Birkner Ketelhohn        | Argentine          | 2 min 01 s 05    | 46                    | DNF            | NC                  | NC            | NC         |
| –                                   | 43      | Georgi Georgiev                | Bulgarie           | 1 min 57 s 69    | 38                    | DNF            | NC                  | NC            | NC         |
| –                                   | 45      | Arnaud Alessandria             | Monaco             | 1 min 57 s 59    | 36                    | DNF            | NC                  | NC            | NC         |
| –                                   | 35      | Matej Falat                    | Slovaquie          | DNF              | NC                    | NC             | NC                  | NC            | NC         |
| –                                   | 41      | Yuri Danilochkin               | Biélorussie        | DNF              | NC                    | NC             | NC                  | NC            | NC         |
| –                                   | 48      | Martin Bendik                  | Slovaquie          | DNF              | NC                    | NC             | NC                  | NC            | NC         |
| –                                   | 50      | Ioan Valeriu Achiriloaie       | Roumanie           | DNF              | NC                    | NC             | NC                  | NC            | NC         |
| 22                                  | 29      | Klemen Kosi                    | Slovénie           | DSQ              | NC                    | NC             | NC                  | NC            | NC         |